# Сергиевский собор (Уфа)
Свято-Сергиевский соборный храм — действующий православный храм в Кировском районе города Уфы Республики Башкортостан. Расположен на улице Бехтерева в районе Монумента Дружбы.

## История
Первая церковь на месте нынешней была построена в конце XVI века, сгорела в 1774 году. Вторая Сергиевская церковь стояла здесь с 1777 по 1860-е годы.
Существующая была воздвигнута в 1868 году. В 1933 году стала называться Сергиевским кафедральным собором.
Сергиевская церковь — единственная из уфимских церквей, которая никогда не закрывалась. В 1937—1938 годах всё уфимское духовенство было арестовано, расстреляно или отреклось от сана. Регистрацию в качестве «служителя культа» сохранил только один священник − иерей Николай Бурдуков. Он и был в марте 1938 года митрополитом Сергием (Страгородским) назначен настоятелем Сергиевского собора, а 1939 году возведён в сан протоиерея. Но в апреле 1941 года протоиерей Николай Бурдуков был отдан под суд по обвинению в спекуляции, и 1941−1942 годах богослужения в храме не совершались.
Сергиевская церковь была центром православной жизни Уфимской епархии. 26 мая 2016 года храму Рождества Богородицы был присвоен статус кафедрального, а Сергиевский храм стал приходским с сохранением наименования соборного.

## Обряды и святыни
В Свято-Сергиевском соборе находится много старинных икон с частицами мощей святых угодников.
От Свято-Сергиевского собора на Духов день начинается ежегодный (с 2000 г.) крестный ход вокруг Уфы, посвящённый основанию Уфы в день Святой Троицы в 1557 году, когда в эти места якобы прибыл царь Иван Васильевич. Через пять дней, обогнув город и посетив ряд пригородных церквей, крестный ход возвращается в Свято-Сергиевский храм.

## Духовенство
- Настоятель храма - протоиерей Евгений Шерышев[4]